# Емилио Де Боно
Емилио Де Боно (на италиански: Emilio De Bono) е италиански генерал, фашистки деец и член на Големия фашистки съвет. Участва в Итало-турската война, Първата световна война, Втората италианско-етиопска война и Втората световна война.

## Ранен живот
Де Боно е роден на 19 март 1866 г. в Касано д'Ада. Той е син на Джовани Де Боно, потомък на графска фамилия от Барласина. През 1884 г. се записва в Кралската италианска армия, като към избухването на Итало-турската война през 1911 г. той вече се е издигнал в йерархията ѝ до началник-щаб. След това се сражава в Първата световна война, където се отличава в бой срещу австрийците при Гориция през 1916 г. и при Монте Грапа през октомври 1918 г. През 1920 г. е освободен от длъжност с чин „генерал-майор“.

## Фашистка подкрепа
В началото на 20-те години Де Боно спомага за организирането на Националната фашистка партия. През 1922 г. той е един от четиримата организатори на Похода към Рим. Това събитие маркира началото на фашисткия режим в Италия. След това Де Боно служи като началник на полицията и командир на фашистката милиция.
През 1925 г. срещу Де Боно са повдигнати обвинения за ролята му в смъртта на левия политик Джакомо Матеоти през 1924 г. Той не замесва началниците си и неочаквано е оправдан през 1925 г. По-късно същата година е назначен за губернатор на Триполитания в Либия.
През 1929 г. е назначен за министър на колониите. През 1932 г. крал Виктор Емануил III и Де Боно посещават Еритрея, където по техни думи основават мирна, лоялна и доволна колония.

## Абисиния
През ноември 1932 г. по молба на министър-председателя Бенито Мусолини Де Боно начертава план за нахлуване в Етиопия (Aбисиния). Планът му включва традиционен метод на проникване – относително малка сила, която постепенно настъпва на юг от Еритрея, установява укрепени бази и след това продължава срещу все по-слабия и дезорганизиран противник. Нахлуването на Де Боно има за цел да е евтино, лесно и с малко жертви (както и по-бавно).
Мусолини отделно дава задача на сухопътните сили да изготвят план през следващите години. Армията предвижда масивна кампания, включваща 5 – 6 пъти повече войски от Де Боно. През 1934 г. Мусолини слива некоординираните планове в един, залагайки на идеята на тоталната война.
През 1935 г. Де Боно е назначен за главнокомандващ на италианските операции в Етиопия в новоизбухналата Втора италианско-етиопска война. Мусолини назначава именно него, защото иска победата в Етиопия да не е просто италианска победа, а и фашистка. Де Боно командва нахлуващите сили от Еритрея (северен фронт). Под неговото пряко ръководство се намират 9 дивизии и 3 корпуса.
На 3 октомври войските му преминават в Етиопия от Еритрея. На 6 октомври превзема Адуа, отмъщавайки за позорната битка при Адуа от Първата италианско-етиопска война през 1896 г., когато италианците претърпяват поражение. Скоро след това Де Боно завзема града с историческо значение Аксум, яздейки бял кон. След тези първоначални триумфи, обаче, настъплението на генерала се забавя.
На 8 ноември италианските войски превземат Мекеле. Това се оказва и границата на възможностите за италианското настъпление под ръководството на Де Боно. Повишаващото се напрежение от другите държави върху Мусолини води до нуждата от бързи и бляскави победи. Той вече не иска да чува са препятствия или забавяния.
На 16 ноември Де Боно е повишен на маршал на Италия, но Мусолини става все по-нетърпелив с бавния прогрес на инвазията. Така на 17 декември Де Боно е освободен от длъжността си на главнокомандващ чрез телеграма, обявяваща, че с превземането на Мекеле пет седмици по-рано мисията му е била изпълнена. Мястото му е заето от маршал Пиетро Бадолио. След това Де Боно е назначен за инспектор на отвъдморските войски.

## Втора световна война
През 1940 г. Де Боно командва отбранителен корпус, стациониран в Сицилия. Той се обявява срещу намесата на Италия във Втората световна война, но гледа да не се набива на очи и през 1942 г. е назначен за министър на държавата. На 24 – 25 юни 1943 г. той е един от членовете на Големия фашистки съвет, гласували за отстраняване на Бенито Мусолини. След като диктаторът е арестуван и вкаран в затвора, той е освободен в хода на нацистката операция „Дъб“. Мусолини установява Италианската социална република в северната част на страната, след което нарежда Де Боно и други, гласували срещу него, да бъдат арестувани. Алесандро Паволини ги дава под съд за държавна измяна във Верона. Де Боно е осъден чрез показен съдебен процес.
На 11 януари 1944 г. Де Боно е екзекутиран чрез разстрел. През целия си живот е атеист.